# フランシス・ホーゲン
フランシス・ホーゲン (1983年または1984年生まれ) は、アメリカのデータエンジニア、科学者、プロダクトマネージャー、内部告発者。2021年に、数万件におよぶFacebook内部文書を証券取引委員会とウォール・ストリート・ジャーナルに開示した。

## 学歴
アイオワ州アイオワシティで育つ。父親は医者であり、母親は学術研究を経て米国聖公会の司祭に就任。
Franklin W. Olin College of Engineeringで電気工学とコンピュータ工学を学び、2006年に卒業。その後、2011年にハーバード・ビジネス・スクールで経営学修士号を取得する。

## 職歴
画医学卒業後はGoogleに入社し、Google広告、Googleブックス、Googleブックスをめぐる集団訴訟の和解、およびGoogle+の業務に携わる。Googleでは、検索結果のランキングを調整する方法についての特許を共同執筆する。Google在籍中に、同社の出資によりMBAの学位を取得。また、モバイルアプリHingeの前身であるデスクトップデートアプリ、Secret Agent Cupidの技術的な共同制作者となった。
2015年にYelpのデータプロダクトマネージャーに就任し、画像認識を使用した検索の改善に取り組み、1年後にはPinterestに転職。2019年にはFacebookに移る。ホーゲンによると、近しい人物がオンラインで過激な言動をとるようになり「Facebookを害毒の少ない場に改善する使命感を感じた」ためだという。Facebookに雇用された当時、ホーゲンは誤情報に対応する業務に関心を示し、2019年にはFacebookの「Civic Integrity」部門のプロダクトマネージャーに就任。Facebookにいる間、ホーゲンは自身の表現によれば「公共の安全よりも利益を優先する」Facebookの行動様式を知り、内部告発者になることが重要であると判断して、2021年5月にFacebookを去る。2021年の春、彼女は非営利の法律事務所Whistleblower Aidの創設者であるJohn Tyeに支援を求めた。Tyeはホーゲンの代理人となり、彼女の匿名性を保護することに同意。2021年の夏の終わりに、ホーゲンは上院議員のRichard BlumenthalおよびMarsha Blackburnら、米国議会の議員と面談を開始した。

### Facebookファイル
2021年9月から、ウォール・ストリート・ジャーナル紙は「The Facebook Files: A Wall Street Journal Investigation (Facebookファイル：ウォール・ストリート・ジャーナル紙調査)」というシリーズ記事を発表した。「調査報告、社員によるオンラインディスカッション、上級管理職に対するプレゼンテーション草稿など、Facebook内部ドキュメントの調査に基づく」記事である。内容は、著名ユーザーに対する優遇免責、若者への影響、2018年のアルゴリズム変更の影響、人身売買や麻薬カルテルへの対応の弱さ、ワクチンに関する誤情報などの調査レポート、そして最後に調査報道を裏付ける文書を収集したホーゲン本人についての記事を加えた合計9本。Facebookに関する記事が公開された後、米国上院の通商科学運輸委員会の消費者保護、製品の安全性およびデータセキュリティに関する小委員会は2回の公聴会を設定した。
ホーゲンは2021年10月3日にTV番組「60ミニッツ」に出演し、内部告発者として身元を明かした。インタビューの中で、ホーゲンはFacebookの「Civig Integrity」という事業について説明している。これは、選挙のセキュリティに関する誤情報やその他の脅威からの防御を目的とする部門であったが、2020年アメリカ合衆国大統領選挙の後に解散。ホーゲンはこれが「自分には民主主義への裏切りであると感じられた」と述べ、また2021年アメリカ合衆国議会議事堂襲撃事件にも影響があったと信じているという。さらに「Facebookでは、社会の利益とFacebookの利益が対立するのを何度も見てきました。そしてFacebookは何度も、より多くお金を稼ぐというような自社の利益に合わせて最適化を選択してきたのです」とも語った。
また、ホーゲンは米国議会の議員や司法長官のスタッフに文書を開示したが、連邦取引委員会には開示しなかった。2021年10月3日に「60ミニッツ」でホーゲンのインタビューが流れ、10月4日にそれとは無関係なFacebookのシステム障害が発生してから、Facebookの株価は時価総額で60億ドル下落した。リークされた文書に基づき、ニューヨーク・タイムズに寄稿しているKevin Rooseは、Facebookが見た目より脆弱である可能性を示唆した。
ホーゲンが身元を明かした後、ピエール・オミダイアは、自ら設立した慈善団体Luminate Groupを通じて、ヨーロッパのプレスリレーションズやガバメントリレーションズなどでホーゲンの支援を始めた。

### 証券取引委員会への申立て
ホーゲンの弁護士により、少なくとも8件の申立書が証券取引委員会（SEC）に提出されている。内容はウォール・ストリート・ジャーナルの記事に記載された問題に関するもので、政治に関する誤情報、ヘイトスピーチ、十代の若者のメンタルヘルス、人身売買、民族間の暴力の促進、特定ユーザーへの優遇措置、投資家とのコミュニケーションについて、Facebookがどのように対処してきたかという内容が含まれる。SECへの内部告発においてホーゲンは、Facebookがプラットフォーム上での憎悪、暴力、誤情報に対する取り組みについて投資者に対して正しく伝えず、ミスリードしたと主張。ホーゲンがSECに提供した文書は、2020年11月の選挙の後、Facebookが選挙に関する誤情報をどのように管理したかについても関連している。
ホーゲンの申立書には、インドでの誤情報やヘイトスピーチの管理に関するFacebookの内部文書も含まれている。この文書では、インドの民族義勇団（RSS）に関して大量のユーザーとページが、暴力を扇動する意図で、恐怖を煽る反イスラム教ナラティブを推進したと述べられている。このようなナラティブについてFacebookは十分に認識しており、 またヒンディー語とベンガル語の分類子がないために、問題のある言動が何度も無視されているという。
ホーゲンの申立書の中では、FacebookのCEOであるマーク・ザッカーバーグの公式声明とともに、Facebookの管理責任は最終的にザッカーバーグに帰せられるというホーゲンの主張が参照されている。2020年に米国議会で行われた証言を含め、ザッカーバーグによるさまざまな公式声明は、ホーゲンが提出したFacebookの内部文書と矛盾しているように見受けられる。2022年2月、Whistleblower Aidはホーゲンの代理としてSECに2件の申立てを行い、気候変動やCOVID誤情報に対するFacebookの取組みに関し「投資家に提示された資料には虚偽や欠落がある」と、Facebookの内部文書に基づいて主張した。

### 2021年10月5日の米国議会での証言
2021年10月5日、ホーゲンは米国上院通商委員会の消費者保護、製品の安全性およびデータセキュリティに関する小委員会で証言を行った。 米国上院の小委員会での冒頭陳述は書面になり、2021年10月4日に公開されている。公聴会でホーゲンは「社の上層部はFacebookとInstagramの安全性を高める方法を知っていますが、人間よりも天文学的な利益を優先させているため、必要な変更を加えることはないでしょう。議会の行動が必要です。議会の援助なしにこの危機は解決できません」と述べた。ホーゲンはさらに、ミャンマーとエチオピアに関して陳述し、Facebookがエンゲージメントベースに基づくランキングを道徳的な健全性や保護システムなしで展開するときは「文字どおり民族間暴力の扇動になる」と述べた。また、諜報活動や偽情報に関連する問題について米国議会の別の委員会に情報提供していることを示唆し、 連邦取引委員会と文書を共有しなかった理由は、Facebookシステムは「たとえ解散したとしても危険であり続ける」と信じるからだという。公聴会の後、商務小委員会の委員長Richard Blumenthal上院議員は、ホーゲン氏は「フェイスブックを焼き払うのではなく修復を望んでいる」と述べた。
ホーゲンの証言の後、同じ日にFacebookのCEO、マーク・ザッカーバーグは回答として「主張の多くは意味不明だ。企業の姿として誤った像が描かれ、社員の多くは意味がわからないのではないか」 「私たちはできる限り最善の仕事をするよう取り組んでいます。ですが、あるレベルで社会的公正のトレードオフは民主的に選出された議会によって評価されるべきでしょう」と述べた。Facebookのポリシーコミュニケーションの責任者Lena Pietschが公聴会の後に発表した声明には、「ひとつ同意することはあります。インターネットの標準ルールを定める時期が来たということです」とある。Blumenthal上院議員は、ホーゲンが提出した文書に関してザッカーバーグが議会で証言することを望んでおり、同議員の小委員会は記録を残すためにFacebookに召喚状を発行する可能性があることを示した。

### 州司法長官の対応
ホーゲンの開示した文書は、カリフォルニア、マサチューセッツ、バーモント、ネブラスカ、テネシー各州の司法長官とそのスタッフに共有されている。2021年10月13日、ホーゲンによるウォール・ストリート・ジャーナル紙への開示に対し、十数名の州司法長官がFacebookに書簡を送付し、著名人ユーザーを保護するFacebook XCheckシステムと、COVID-19ワクチンの誤情報に対抗するFacebookのアクションに関して情報提供を求めた。
2021年11月12日、オハイオ州司法長官のDave Yostは投資家に代わってMeta Platforms（Facebookの新しい社名）への訴訟を提起した。ここで、CEOのマーク・ザッカーバーグ、CFOのDavid Wehner、および国際問題担当の副社長のニック・クレッグら経営陣により、プラットフォームの安全性について虚偽の表明が繰り返されたと、ホーゲンがリークした文書と「Facebookペーパーズ」と呼ばれる文書に基づいて主張した。この訴訟では1,000億ドル以上の損害賠償と同社による改革の実施を求めている。
2021年11月18日、州司法長官らは超党派で協働し、ホーゲンが共有した文書に基づいて消費者保護に関してMeta社を調査すると発表した。この調査では、InstagramにおいてMeta社がどのようにエンゲージメントを促進しているか、また子供や十代の若者に起こりうる危害に焦点を当てる。

### その他の行動
2021年10月6日、ホーゲンの弁護士John Tyeは、リーガルチームおよびホーゲンが、連邦取引委員会、欧州議会、フランス政府と連絡を取り合っていると表明した。 国家の安全保障と政府の政策に関する上院の委員会、および1月6日の議事堂襲撃を調査する下院の委員会は、ホーゲンと面談の予定があることを確認した。
Facebook監督委員会 (選択したコンテンツのモデレーションを決定する外部のレビューパネル) は、ホーゲンと面談し、彼女の経験と社内での実践について話し合う用意があると2021年10月11日に発表した。2021年10月21日、ホーゲンは米国下院司法反トラスト小委員会のDavid Cicilline委員長および重要メンバーのKen Buckと会談した。
ホーゲンは2021年10月25日に英国議会で、2021年11月8日には欧州議会で証言を行った。証言の中で、ホーゲンは政府によるFacebookの規制とFacebook自身の改革を主張した。
2021年12月、Little, Brown & Companyは、ホーゲンの回想録を出版する契約を発表した。

## 私生活
ホーゲンは2011年にセリアック病と診断され、2014年には集中治療室で治療を受けた。 2021年にガーディアン紙に対し、Facebookで誤情報に対応する業務に注目した動機として、療養中に家事をしてもらうために雇った友人が、オンラインフォーラムにアクセスしてから白人至上主義やオカルトなどの陰謀論熱心に支持するようになったという経験を語っている。Facebookを離れた後、ホーゲンはプエルトリコに転居し、暗号通貨会社に投資した。
先祖はノルウェーの出身であり、2022年には内部告発者としての功績により、ノルウェー・アメリカ協会からアメリカ・ノルウェー・ヘリテージ賞を受賞した。